# Duco Stadig
Duco Stadig (Arnhem, 1947) is een Nederlands voormalig politicus en bestuurder.

## Biografie
Stadig ging als middelbare scholier naar een christelijk lyceum. Tijdens een schoolstage kwam Stadig terecht bij het Philips Natuurkundig Laboratorium. Daarna studeerde Stadig aan de Vrije Universiteit Amsterdam economie en rechten terwijl zijn vader, die chemicus was, de bètakant verwachte. Stadig hield zich bezig met het studentenleven en studentenhuisvesting in onder meer Uilenstede in Amstelveen. In 1976 werd Stadig op bijna 30 jarige leeftijd ambtelijk secretaris van de Amsterdamse Federatie van Woningcorporaties. Hierbij hield hij zich onder meer bezig met de situatie in de Bijlmermeer en was grondlegger van Nieuw Amsterdam, een overkoepelende woningbouwcorporatie. In 1993 was er een forse strijd tussen de marktdenkers en de traditionele sociale huisvesters en Stadig zat daar tussenin. In april 1993 besloot hij aan het eind van het jaar te stoppen. Het was toen nog niet bekend dat Stadig wethouder zou worden.

### Wethouder
In 1994 werd Stadig wethouder in Amsterdam voor de Partij van de Arbeid als opvolger van Louis Genet met de portefeuille Ruimtelijke Ordening, grondzaken, wonen, stedelijke vernieuwing en water en bleef dit drie termijnen van 1994-1998, 1998-2002 en 2002-2006. In 2006 ambieerde Stadig een vierde termijn op de portefeuille Financiën en dienstverlening maar die gingen naar partijgenoten Lodewijk Asscher en Carolien Gehrels. 
Belangrijke dossiers van Stadig waren de toekomst van het Olympische stadion, de ontwikkeling van de Zuidas, de bouw van IJburg waarvoor hij de eerste paal sloeg en het conflict tussen de Hells Angels en de gemeente waarvoor hij in 2011 als getuige werd opgeroepen. De gemeente wilde dat de Hells Angels hun clubterrein aan de H.J.E. Wenckebachweg verlieten waar ze sinds de jaren zeventig zaten, voor de bouw van woningen op het terrein van 5000 vierkante meter (het Bajeskwartier). Stadig had hen in het verleden een nieuw clubterrein toegezegd. 

### Na zijn wethouderschap
Na zijn wethouderschap werd hij strategisch adviseur bij Colliers International en is hij zelfstandig strategisch adviseur op het gebied van vastgoed en ruimtelijke ordening. In 2009 werd Stadig extern toezichthouder bij de Maastrichtse woningcorporatie Servatius. Ook schreef hij boeken, waaronder Wetjes van Duco met beknopt geformuleerde adviezen voor (beginnende) politieke bestuurders.
Zijn wethoudersarchief is overgedragen aan het stadsarchief, geïnventariseerd en op de archiefbank geplaatst.
- International Standard Name Identifier: 0000 0003 9550 0472
- Nederlandse Thesaurus van Auteursnamen: 167250221
- Virtual International Authority File: 290271183
- WorldCat: E39PBJfxftT9Xtr6hBprjJHBfq